# Xã Sappa, Quận Harlan, Nebraska
Xã Sappa (tiếng Anh: Sappa Township) là một xã thuộc quận Harlan, tiểu bang Nebraska, Hoa Kỳ. Năm 2010, dân số của xã này là 265 người.